# Мошна (приток Черницы)
Мошна (бел. Мошна) — река в Белоруссии, протекает по территории Лиозненского района Витебской области, правый приток Черницы.
Длина реки — 33 км, площадь водосборного бассейна — 335 км², средний наклон водной поверхности 2,2 м/км.
Исток у деревни Шеркино в 13 км к северо-западу от посёлка Лиозно. От истока течёт на юго- восток, затем поворачивает на юг и юго-запад. Водосбор в южной части Витебской возвышенности. Долина Мошны чашеобразная, шириной 200—300 метров. Пойма двусторонняя. Ширина русла 4-6, в устье до 12 метров.
Основные притоки — Блынь, Брыжовка, Рубежница, Боровая (левые); Нивенка, Змейка, Скулянка (правые). В бассейне реки озёра Буевское и Гребенницкое, из обоих в реку ведут короткие протоки.
Крупнейший населённый пункт на реке — городской посёлок Лиозно. Помимо него река протекает сёла и деревни Поленовка, Гребеники, Михалиновка, Бесково, Адаменки, Зубки, Низы. Впадает в Черницу у деревни Сутоки.